# Marceli Zenopolski
Marceli Zenopolski (ur. 6 maja 1818 w Warcie, zm. ok. 1873 w Ameryce Północnej) – polski aktor teatralny.

## Kariera teatralna
Debiutował w 1835 lub 1836 r. w Lublinie w zespole Tomasza Andrzeja Chełchowskiego. Był związany z tym zespołem teatralnym do 1838 r. Następnie, po krótkim okresie pracy w teatrze w Krakowie, zadebiutował w teatrze warszawskim, gdzie został zaangażowany i występował do 1843 r. (a następnie w latach 1846–1847). Od stycznia do lipca 1844 r. prowadził własny zespół w Lublinie. Następnie (1844-1846) był związany z teatrem lwowskim i wileńskim (1847). W 1848 r. wyjechał z Królestwa Polskiego i przebywał w Prusach, Niemczech, Francji, Wielkiej Brytanii a ostatecznie w Ameryce Północnej. Na emigracji dawał własne przedstawienia mimiczne. Wystąpił m.in. w rolach: Szymona (Biedny rybak), Szydełki (Gałganduch czyli Trójka hultajska), Kacperka (Siostra Kacperka), Krambabuli (Młyn diabelski), Pana Bizot (Niedorostek), Krzysztofa (Pokoik Zuzi), Barona (Stara romantyczka), Śpiochajła (Zamieszanie), Dubińskiego (Niech jedzie na wieś) i Tirebouchona (Taraban mały dobosz).